# Manoscritto L di Francia
Il manoscritto L di Francia è uno codice di Leonardo da Vinci conservato presso l'Institut de France.

## Storia
Il manoscritto era tra quelli sottratti alla Biblioteca Ambrosiana nel 1796 e non restituiti nel 1815, dopo la sconfitta di Napoleone Bonaparte.

## Descrizione
Il manoscritto, composto di 94 pagine, fu scritto tra il 1490 e il 1500, quando Leonardo da Vinci fu assunto come architetto e ingegnere militare da Cesare Borgia, comandante delle forze pontificie. Contiene anche gli appunti sull'affresco dell'Ultima Cena.